# Лукьянов, Сергей Михайлович (футболист)
Серге́й Миха́йлович Лукьянов (род. 5 января 2000) — российский футболист, полузащитник.
Воспитанник академии «Ростова». 5 августа 2018 сыграл матч в молодёжном первенстве России — в гостевой игре против ЦСКА (1:3). В 2020 году подписал контракт с новичком чемпионата Киргизии клубом «Лидер» Иссык-Куль. 15 марта сыграл в матче первого тура против «Нефтчи» Кочкор-Ата (0:1). После этого тура чемпионат был приостановлен из-за пандемии коронавируса до августа. Во время перерыва «Лидер» снялся с соревнования, а результат матча был аннулирован.